# 烏茲那
烏茲那（發音：[ʔṵzənà]），旧译烏娑那，又譯余山拿。緬甸蒲甘王朝君主，1251年至1256年統治緬甸。他是前任國王加苏瓦的兒子。雖然烏茲那在位只有5年，但他在加苏瓦時期就已總理國政。
據說烏茲那與父王一樣不熱衷政事，國事悉數交給首相耶娑梯犍管理。烏茲那遊戲人間、縱情酒色，後宮中有妃子是農村木工之女，另有妃子是波巴山摩訶祇利歲祭時邂逅的村女。烏茲那喜歡獵象，後來在一次达拉附近的獵象行動中，被象踩踏致死。